# Équipe de France de rugby à XV au Tournoi des Cinq Nations 1973
Navigation
Équipe de France au Tournoi 1972 Équipe de France au Tournoi 1974
L'équipe de France remporte le Tournoi des Cinq Nations 1973, à égalité avec les autres équipes car, fait unique, toutes les équipes gagnent leurs deux matches à domicile. L’équipe de France est conduite par son capitaine Walter Spanghero.
Vingt-sept joueurs participent à cette édition du Tournoi.

## Les joueurs

### Première Ligne
- Armand Vaquerin
- André Lubrano
- Jean Iraçabal
- André Darrieussecq
- René Bénésis

### Deuxième Ligne
- Élie Cester
- Alain Estève
- Jean-Pierre Bastiat

### Troisième Ligne
- Walter Spanghero
- Olivier Saïsset
- Paul Biémouret
- Jean-Claude Skrela

### Demis de mêlée
- Max Barrau
- Richard Astre
- Michel Pebeyre

### Demi d’ouverture
- Jean-Pierre Romeu

### Trois quarts
- Roger Bourgarel
- Jean Trillo
- Claude Dourthe
- Jean-Pierre Lux
- Roland Bertranne
- Jo Maso
- Jean-François Phliponeau
- Christian Badin

### Arrières
- Jack Cantoni
- Jean-Michel Aguirre
- Michel Droitecourt

## Résultats des matches
- Samedi 13 janvier 1973 : victoire 16 à 13 contre l'Écosse à Paris (Parc des Princes)
- Samedi 24 février 1973 : défaite 14 à 6 contre l'Angleterre à Twickenham
- Samedi 24 mars 1973 : victoire 12 à3 contre le pays de Galles à Paris (Parc des Princes)
- Samedi 14 avril 1973 : défaite 6 à 4 contre l'Irlande à Dublin (Lansdowne Road).

## Points marqués par les Français

### France - Écosse
- Jean-Pierre Romeu (12 points) : 3 pénalités, 1 drop
- Claude Dourthe (4 points) : 1 essai.

### Angleterre -France
- Roland Bertranne (4 points) : 1 essai
- Jean-Pierre Romeu (2 points) : 1 transformation.

### France - pays de Galles
- Jean-Pierre Romeu (12 points) : 3 pénalités, 1 drop.

### Irlande - France
- Jean-François Phliponeau (4 points) : 1 essai.

## Meilleur marqueur
Jean-Pierre Romeu : 26 points (6 pénalités, 1 transformation, 2 drops).

## Marqueurs d'essais
Trois joueurs ont chacun marqué un essai : Claude Dourthe, Roland Bertranne, Jean-François Phliponeau.